# ASK TRADING
株式会社ASK TRADING（エーエスケートレーディング
 ）は、埼玉県三郷市に本社を置く自転車・自転車部品メーカーおよび輸入商社、セキュリテイ機器メーカー・販売商社。
自社の自転車ブランドはBOMA（ボーマ）、セキュリティ機器のブランドはCEPSA（セプサ）。

## 概要
2006年より自転車事業に参入。ブランド名のBOMAは「望んだままに動く」「人馬一体」を示す言葉として『望馬』を当て字したことからとしている。
元々は炭素繊維を扱う商社であったことから、自社の自転車はカーボンフレームのものを中心に製造しており、他にもカーボンのホイール・ハンドル・フロントフォーク・ステムなども製造している。また競輪においてガールズケイリンで使用されているカーボンフレームを製造している。生産拠点は台湾と中国で、他社とのOEMも行っている。
2009年からは監視カメラなどのセキュリティシステム事業にも参入し、他にも各種電子機器の輸入販売を行っている。